# 漕運総督

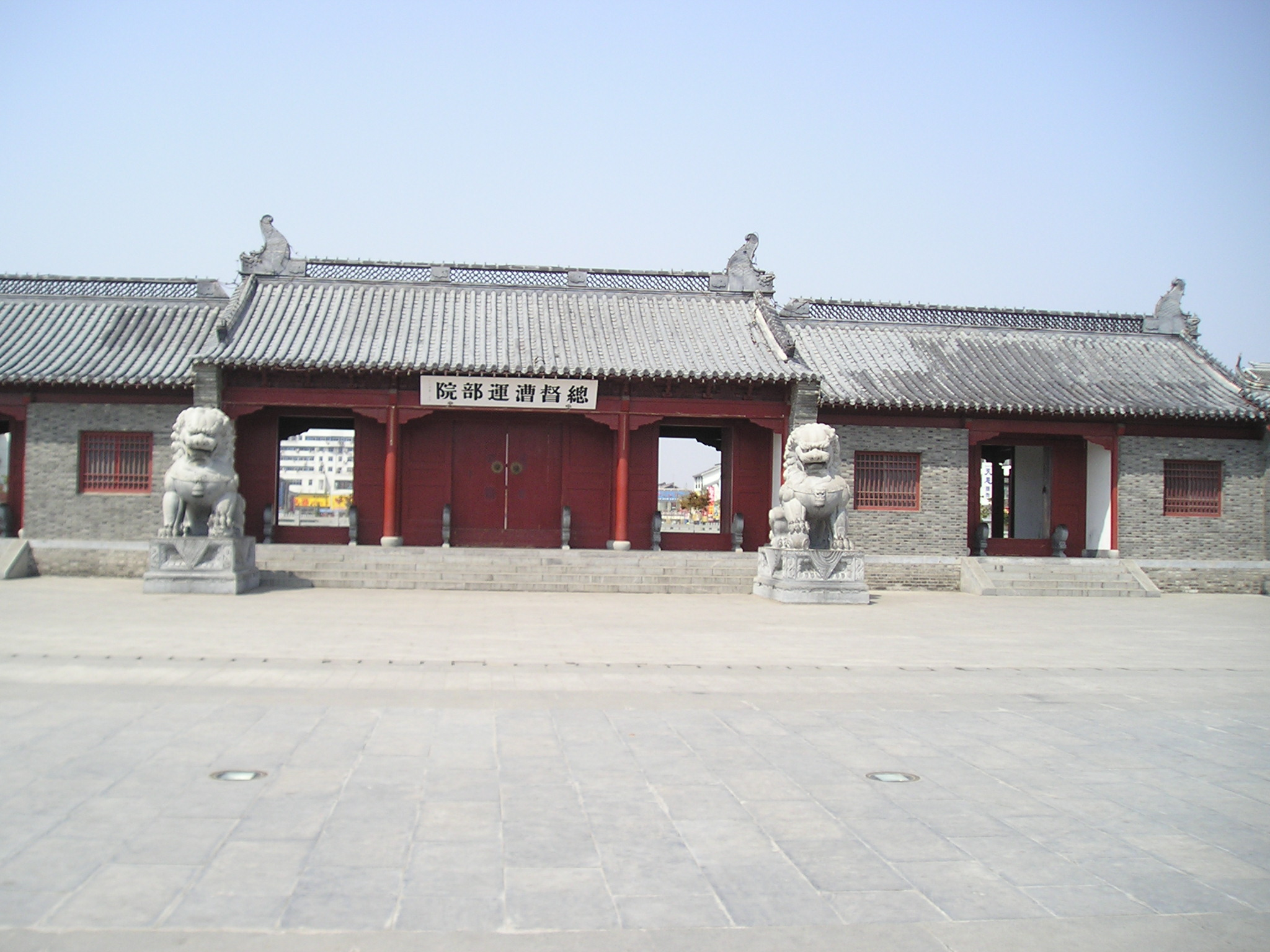
漕運総督衙門旧址

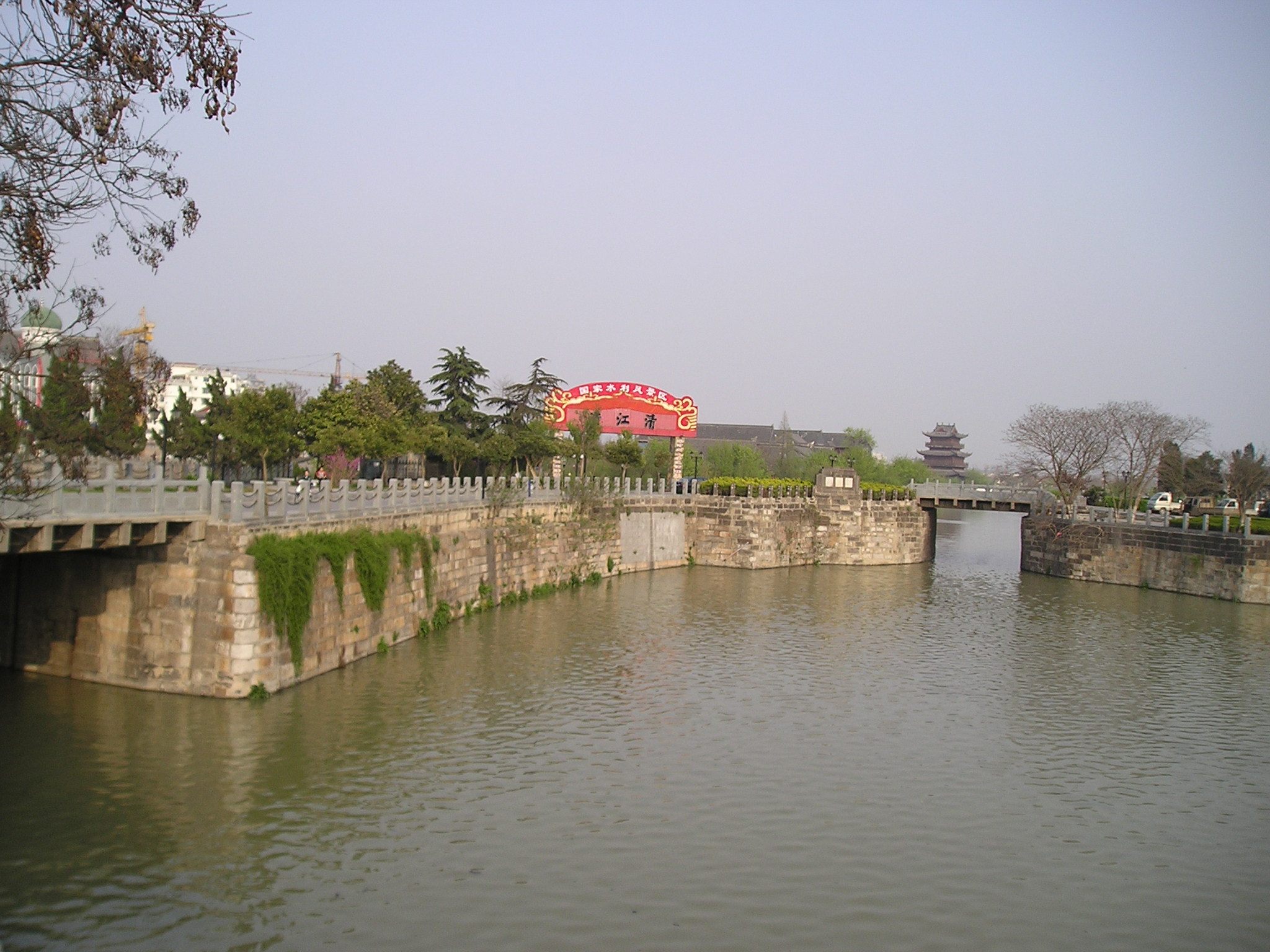
かつての漕運の要地、清江浦

漕運総督（そううんそうとく、満洲語：ᠵᡠᠸᡝᡵᡝ
ᠵᡝᡴᡠᡳ
ᠪᠠᡳ᠌ᡨ᠋ᠠ
ᠪᡝ
ᡠᡥᡝᡵᡳ
ᡴᠠᡩ᠋ᠠᠯᠠᡵᠠ
ᠠᠮᠪᠠᠨ、juwere jekui baita be uheri kadalara amban）は、明朝と清朝で、漕運（官による穀物の河川・運河での輸送）を統括した官職。従一品または正二品。

## 創設
1451年、「総督漕運兼提督軍務巡撫鳳陽等処兼管河道」が設置され、南直隷淮安府に駐在した。数省にまたがる1500キロメートルに及ぶ運河を管理するだけでなく、明代と清の初期（1649年-1659年）には鳳陽巡撫を兼ね鳳陽府・淮安府・揚州府・廬州府・徐州・和州・滁州の行政を担当した。
そもそも隋唐以後の歴代王朝は運河での食糧輸送を重視して、国家の経済の大動脈とした。隋が大運河を建設して以降、淮安に漕運を担当する役所を設けた。宋は江淮転運使を設置し、東南六路の穀物は淮河を経て首都の開封に入った。明では漕運総督が設置される前には、永楽帝が1404年に武官である漕運総兵を設置して、12万の軍隊を率いて、漕運を専門に担当した。1451年に文官の漕運総督が設置され、漕運総兵と同等の権力を有した。1621年、漕運総兵は廃止された。
漕運総督の下には文武官270人の官員がいて、さらに倉庫・造船・船舶の護衛などを担当する2万人の人員がいた。

## 廃止
1860年、南河総督の廃止に伴い、総督府が淮安府から南河総督府のあった清江浦に移された。
1901年、食糧の輸送が上海から天津へ海路で、天津から北京まで鉄道で輸送するよう改められた。
1905年、漕運総督は廃止され、代わりに江淮巡撫が設置されたが、これも同年に廃止された。

## 漕運総督府
漕運総督府の遺跡は江蘇省淮安市淮安区の中心部にあり、213部屋・3万平方メートルの広大な建築物である。